# XIII (film)
XIII är en kanadensisk miniserie som är består av 2 delar. Den spelades in 2008 av företaget Scanbox. Några av skådespelarna är Val Kilmer, Stephen Dorff och Ted Atherton.

## Handling
Den första kvinnliga amerikanska presidenten, Shelly Sheridan, blir mördad av en prickskytt under sitt självständighetstal. Hennes mördare lyckas nätt och jämnt undkomma med livet i behåll. Tre månader senare hittar ett gammalt par en man (Stephen Dorff) som hänger i en fallskärm, som har fastnat i ett träd. Han är sårad och lider av minnesförlust och har inga identitetshandlingar, den enda ledtråden är en tatuering på hans hals "XIII". Filmen utspelar sig i "Bourne"-anda och innehåller mycket action.